# Clematis jeypurensis
Clematis jeypurensis là một loài thực vật có hoa trong họ Mao lương. Loài này được Bedd. ex W.T.Wang mô tả khoa học đầu tiên năm 2001.